# Josh Malihabadi
Il mio slogan: rivoluzione, rivoluzione, rivoluzione!»
(Josh Malihabadi)
Josh Malihabadi pseudonimo di Shabbir Hasan Khan (Malihabad, 5 dicembre 1894 – Islamabad, 22 febbraio 1982) è stato un poeta indiano naturalizzato pakistano.
Popolarmente noto come Shayar-e-Inquilab (poeta della rivoluzione) è considerato uno dei migliori poeti urdu dell'era dell'India britannica. Conoscitore di parole, Josh ha coniato nuove frasi e ha dato nuova risonanza a quelle antiche. Josh ha sempre sfidato l'ordine stabilito e ha difeso i valori liberali. Josh era estroverso, coraggioso e non ha mai cercato compromessi sui principi. Ha scritto oltre 100.000 bellissimi distici e più di 1.000 rubaiyat nella sua vita. La sua autobiografia Yaadon ki Barat è considerata una delle migliori mai pubblicate in Urdu perché è scritta in modo franco ed autentico. Il primo Primo Ministro dell'India, Jawaharlal Nehru lo ha tenuto in grande considerazione e ha frequentato assiduamente la mushaira presso la United Coffee House di Lala Kishan Lal Kalra, dove Josh era l'attrazione principale. Di nazionalità indiana fino al 1958, quando emigrò in Pakistan e divenne cittadino pakistano.

## Infanzia ed adolescenza
Josh nacque in una famiglia musulmana aristocratica di lingua urdu in quelle che erano all'epoca, le province unite del Raj Britannico. La sua etnia era Afridi Pashtun. Ha ricevuto un'istruzione precoce in arabo, persiano, urdu e inglese a casa sua. 
Studiò presso il St Peter's College di Agra e superò l'esame di Senior Cambridge nel 1914. Successivamente, si dedicò allo studio dell'arabo e del persiano e, nel 1918, trascorse sei anni mesi a Tagore's Visva-Bharati University presso Shantiniketan. La morte di suo padre, Bashir Ahmed Khan, nel 1916, gli impedì di intraprendere un'istruzione universitaria.
La sua famiglia aveva una lunga tradizione nella produzione di uomini di lettere. Infatti, il suo bisnonno, nawab Faqir Muhammad Khan Goya, il nonno Nawab Muhammad Ahmad Khan, lo zio paterno Ameer Ahmad Khan e il padre Basheer Ahmad Khan erano tutti poeti con numerose opere (raccolte di poesie, traduzioni e saggi) al loro nome.
Un altro suo parente era il giornalista Abdur Razzaq Malihabadi, studioso e confidente di Abul Kalam Azad.

## Carriera
Nel 1925, Josh iniziò a supervisionare i lavori di traduzione presso l'Osmania University nello stato principesco di Hyderabad. Tuttavia, il suo soggiorno finì quando si trovò esiliato per aver scritto un "nazm" contro il Nizam di Hyderabad, il sovrano dello stato dell'epoca.
Poco dopo, fondò la rivista "Kaleem" (letteralmente "oratore" in Urdu), nella quale scrisse articoli a favore dell'indipendenza dal British Raj in India. Il suo poema Hussain aur Inquilab (Hussain and Revolution) gli valse il titolo di  Shaair-e-Inquilaab  (Poeta della Rivoluzione). Successivamente, diventò più attivamente coinvolto nella lotta per la libertà dell'India in qualità di intellettuale e si avvicinò ad alcuni dei leader politici di quell'epoca, in particolare Jawaharlal Nehru (in seguito sarà il primo Primo Ministro dell'India indipendente). Dopo la fine del Raj britannico in India nel 1947, Josh divenne l'editore della pubblicazione  Aaj-Kal .

## Josh in Pakistan
Josh emigrò in Pakistan nel 1958, nonostante di Jawaharlal Nehru fosse profondamente contrario. Si pensa che la causa dell'emigrazione fosse dovuta alla sua preoccupazione per il proprio futuro e della lingua Urdu in India, dove temeva che la maggioranza indu avrebbe incoraggiato l'uso dell'hindi piuttosto che dell'Urdu. Dopo la migrazione, Josh si stabilì in Karachi e lavorò per Anjuman-i-Tarraqi-i-Urdu.
Rimase in Pakistan fino alla propria morte, avvenuta il 22 febbraio 1982.
Sua nipote, Tabassum Akhlaq ha ripreso l'eredità della sua poesia. Il Josh Memorial Committee è stato formato nel 1986 da Tabassum Akhlaq e lei è l'attuale presidente. Il comitato organizza seminari sulla personalità, la storia e il lavoro letterario di Josh Malihabadi. Questi seminari di solito si svolgono nel giorno del suo compleanno e anniversario della morte (rispettivamente il 5 e il 22 febbraio).
Nell'agosto 2012, il governo del Pakistan ha annunciato il premio Hilal-i-Imtiaz per Josh Malihabadi. Questo premio è stato consegnato a sua nipote e presidente fondatore del Josh Memorial Committee, Tabassum Akhlaq dal Presidente del Pakistan, Asif Ali Zardari in una cerimonia tenuta nella Presidenza il Pakistan Day 23 marzo 2013. Ha scritto ghazals, nazm e marsia con lo pseudonimo di Josh (letteralmente, "Passione" o "Intensità").

## Premi
- Vinse il Padma Bhushan nel 1954.[13]
- Vinse il titolo di "Poeta del secolo" assegnatogli dal "QAFLA-PERA'O" di Lahore, annunciato da QAFLA_SALAR Syed Fakhruddin Balley, Jawaid Ahmad Qureshi, Dr. Wazir Agha, Ahmad Nadeem Qasmi e Ashfaq Ahmad, nel 1992.
- Il premio Kamal-e-Sukhan è stato annunciato per Hazrat Josh Malihabadi da The Old Boys Association EMERSON College, Multan nel 1999.
- È stato onorato con Hilal-e-Imtiaz dal Governo del Pakistan il 23 marzo 2013.[14]
- Ali Sardar Jafri ha rappresentato la biografia di Josh in un serial chiamato Kahkashan in onda su DD National